# Calcio Monza 1982-1983
Questa voce raccoglie le informazioni riguardanti il Calcio Monza nelle competizioni ufficiali della stagione 1982-1983.

## Stagione
Il Monza, tornato per la quarta volta in Serie B, festeggia prima dell'inizio del campionato il 70º anno di vita.

Pochi giorni dopo termina il girone di qualificazione alla Coppa Italia incasellando solo 3 dei 10 punti disponibili.
In campionato, quando le cose si mettono male, Fontana viene sollevato dall'incarico e in sua vece arriva Mazzetti.

La sferzata data alla squadra da Mazzetti rimette tutti sulla giusta via e la squadra si salva piazzandosi a centroclassifica. Poche le soddisfazioni in un campionato modesto che si riduce a due importanti successi: sulla Lazio e sull'ostico terreno barese. Il rovescio della medaglia, purtroppo pesante, si verifica nelle due partite contro il Milan.

La partita in casa contro i rossoneri è ancor oggi ricordata quale record assoluto d'incasso al vecchio e inadeguato Sada.
Ottime le prestazioni della coppia d'attacco Marronaro-Pradella che fecero brillare l'attacco biancorosso in molte e significative occasioni.

## Rosa
| N. |                   | Ruolo | Calciatore        |
| -- | ----------------- | ----- | ----------------- |
|    | Italia (bandiera) | D     | Marco Baroni      |
|    | Italia (bandiera) | A     | Fabio Biasin      |
|    | Italia (bandiera) | D     | Marco Billia      |
|    | Italia (bandiera) | C     | Marco Bolis       |
|    | Italia (bandiera) | D     | Luciano Castioni  |
|    | Italia (bandiera) | C     | Angelo Colombo    |
|    | Italia (bandiera) | P     | Paolo De Toffol   |
|    | Italia (bandiera) | D     | Franco Fasoli     |
|    | Italia (bandiera) | D     | Roberto Fontanini |
|    | Italia (bandiera) | A     | Lorenzo Marronaro |
|    | Italia (bandiera) | P     | Poerio Mascella   |

| N. |                   | Ruolo | Calciatore           |
| -- | ----------------- | ----- | -------------------- |
|    | Italia (bandiera) | P     | Massimo Meani        |
|    | Italia (bandiera) | C     | Andrea Mitri         |
|    | Italia (bandiera) | C     | Giorgio Papais       |
|    | Italia (bandiera) | A     | Giuliano Perico      |
|    | Italia (bandiera) | D     | Ernesto Peroncini    |
|    | Italia (bandiera) | A     | Loris Pradella       |
|    | Italia (bandiera) | C     | Maurizio Ronco       |
|    | Italia (bandiera) | C     | Carlo Rossi          |
|    | Italia (bandiera) | C     | Fulvio Saini         |
|    | Italia (bandiera) | A     | Stefano Trevisanello |

## Risultati

### Serie B

#### Girone di andata
| Arbitro: | Baldi (Roma) |

|                 |           |           |
| Zerbio 85’, 87’ | Marcatori | 89’ Bolis |

| Arbitro: | Testa (Prato) |

|               |           |                       |
| Marronaro 77’ | Marcatori | 67’ Vialli 82’ Viganò |

| Arbitro: | Vitali (Bologna) |

|                     |           |          |
| Giordano 50’ (rig.) | Marcatori | 7’ Mitri |

| Arbitro: | Tubertini (Bologna) |

|                         |           |  |
| Marronaro 16’ Saini 51’ | Marcatori |  |

| Arbitro: | Paparesta (Bari) |

|                                             |           |              |
| Billia 55’ (aut.) Montesano 60’ De Rosa 74’ | Marcatori | 78’ Pradella |

| Arbitro: | Patrussi (Ravenna) |

|              |           |                                        |
| Pradella 27’ | Marcatori | 7’, 14’ Jordan 64’ Pasinato 89’ Serena |

| Como 24 ottobre 1982 7ª giornata | Como         | 0 – 0 | Monza | Stadio Giuseppe Sinigaglia\| Arbitro: \| Baldi (Roma) \| |
| Arbitro:                         | Baldi (Roma) |       |       |                                                          |

| Arbitro: | Esposito (Torre del Greco) |

|              |           |             |
| Pradella 24’ | Marcatori | 63’ Cannito |

| Arbitro: | Pirandola (Lecce) |

|                                                         |           |           |
| Imborgia 7’ Bruni 57’ (rig.) Carnevale 65’ Mazzarri 78’ | Marcatori | 45’ Mitri |

| Arbitro: | Sarti (Modena) |

|             |           |                      |
| Strappa 62’ | Marcatori | 72’ (rig.) Marronaro |

| Arbitro: | Leni (Perugia) |

|              |           |           |
| Pradella 56’ | Marcatori | 89’ Borgo |

| Arbitro: | Angelelli (Terni) |

|            |           |  |
| Traini 13’ | Marcatori |  |

| Arbitro: | Lombardo (Marsala) |

|                      |           |  |
| Filisetti 14’ (aut.) | Marcatori |  |

| Arbitro: | Polacco (Conegliano) |

|                |           |  |
| Di Michele 74’ | Marcatori |  |

| Arbitro: | Sarti (Modena) |

|                                 |           |                |
| Papais 32’ (rig.) Marronaro 67’ | Marcatori | 54’ Maragliulo |

| Arbitro: | Tubertini (Bologna) |

|                             |           |  |
| Crialesi 12’ Cantarutti 71’ | Marcatori |  |

| Arbitro: | Lanese (Messina) |

|              |           |  |
| Pradella 20’ | Marcatori |  |

| Arbitro: | Giaffreda (Roma) |

|                        |           |  |
| Perrotta 29’ Adami 38’ | Marcatori |  |

| Arbitro: | Baldi (Roma) |

|                         |           |                      |
| Bolis 32’ Peroncini 46’ | Marcatori | 45’ (rig.) Gibellini |

#### Girone di ritorno
| Arbitro: | Esposito (Torre del Greco) |

|  |           |           |
|  | Marcatori | 60’ Caneo |

| Arbitro: | Leni (Perugia) |

|              |           |  |
| Rebonato 58’ | Marcatori |  |

| Arbitro: | Lo Bello (Siracusa) |

|                                |           |  |
| Papais 77’ (rig.) Pradella 86’ | Marcatori |  |

| Foggia 27 febbraio 1983 23ª giornata | Foggia           | 0 – 0 | Monza | Stadio Pino Zaccheria\| Arbitro: \| Vitali (Bologna) \| |
| Arbitro:                             | Vitali (Bologna) |       |       |                                                         |

| Arbitro: | Pezzella (Frattamaggiore) |

|                                                            |           |            |
| Mitri 23’ Pradella 25’, 50’ Bolis 44’ (rig.) Marronaro 85’ | Marcatori | 20’ Barone |

| Arbitro: | Lombardo (Marsala) |

|                                                 |           |  |
| Verza 15’ Jordan 21’ Damiani 32’ Battistini 44’ | Marcatori |  |

| Arbitro: | Patrussi (Ravenna) |

|               |           |           |
| Marronaro 28’ | Marcatori | 25’ Butti |

| Arbitro: | Tubertini (Bologna) |

|        |           |           |
| Nobile | Marcatori | 76’ Mitri |

| Arbitro: | Menegali (Roma) |

|                   |           |  |
| Pradella 80’, 82’ | Marcatori |  |

| Arbitro: | Baldi (Roma) |

|                                   |           |  |
| Papais 45’ Bolis 52’ Pradella 80’ | Marcatori |  |

| Arbitro: | Lo Bello (Siracusa) |

|  |           |           |
|  | Marcatori | 42’ Mitri |

| Arbitro: | Facchin |

|                            |           |          |
| Pradella 29’ Marronaro 80’ | Marcatori | 90’ Neri |

| Bergamo 1º maggio 1983 32ª giornata | Atalanta            | 0 – 0 | Monza | Stadio Comunale\| Arbitro: \| Lamorgese (Potenza) \| |
| Arbitro:                            | Lamorgese (Potenza) |       |       |                                                      |

| Arbitro: | Menicucci (Firenze) |

|                          |           |                         |
| Papais 41’ Marronaro 43’ | Marcatori | 25’ Bilardi 56’ Tivelli |

| Arbitro: | Testa (Prato) |

|               |           |  |
| D'Ottavio 84’ | Marcatori |  |

| Monza 22 maggio 1983 35ª giornata | Monza            | 0 – 0 | Catania | Stadio Gino Alfonso Sada\| Arbitro: \| Vitali (Bologna) \| |
| Arbitro:                          | Vitali (Bologna) |       |         |                                                            |

| Arbitro: | Pezzella (Frattamaggiore) |

|  |           |               |
|  | Marcatori | 86’ Marronaro |

| Arbitro: | Ciulli (Roma) |

|           |           |  |
| Ronco 30’ | Marcatori |  |

| Arbitro: | Pirandola (Lecce) |

|                        |           |                    |
| Fabbri 20’ Colomba 59’ | Marcatori | 29’, 63’ Marronaro |

### Coppa Italia

#### Primo turno
| Arbitro: | Sguizzato (Verona) |

|               |           |           |
| Marronaro 58’ | Marcatori | 89’ Bozzi |

| Arbitro: | Bianciardi (Siena) |

|              |           |                            |
| Pradella 41’ | Marcatori | 24’ Mazzarri 30’ Victorino |

| Arbitro: | Vitali (Bologna) |

|                |           |              |
| Borghi 7’, 48’ | Marcatori | 65’ Pradella |

| Arbitro: | Pezzella (Frattamaggiore) |

|  |           |                             |
|  | Marcatori | 14’, 35’ Pradella 51’ Bolis |

| Arbitro: | Falzier (Treviso) |

|           |           |                         |
| Ronco 33’ | Marcatori | 32’ Gorin 77’ Gasperini |

## Statistiche

### Statistiche di squadra
| Competizione | Punti | In casa | In casa | In casa | In casa | In casa | In casa | In trasferta | In trasferta | In trasferta | In trasferta | In trasferta | In trasferta | Totale | Totale | Totale | Totale | Totale | Totale | DR |
| Competizione | Punti | G       | V       | N       | P       | Gf      | Gs      | G            | V            | N            | P            | Gf           | Gs           | G      | V      | N      | P      | Gf     | Gs     | DR |
| ------------ | ----- | ------- | ------- | ------- | ------- | ------- | ------- | ------------ | ------------ | ------------ | ------------ | ------------ | ------------ | ------ | ------ | ------ | ------ | ------ | ------ | -- |
| Serie B      | 38    | 19      | 11      | 5       | 3       | 30      | 16      | 19           | 2            | 7            | 10           | 10           | 26           | 38     | 13     | 12     | 13     | 40     | 42     | -2 |
| Coppa Italia | 3     | 3       | 0       | 1       | 2       | 3       | 5       | 2            | 1            | 0            | 1            | 4            | 2            | 5      | 1      | 1      | 5      | 7      | 7      | 0  |
| Totale       | 41    | 22      | 11      | 6       | 5       | 33      | 21      | 21           | 3            | 7            | 11           | 14           | 28           | 33     | 14     | 13     | 18     | 47     | 4      | -2 |

### Statistiche dei giocatori
| Giocatore       | Serie B  | Serie B | Coppa Italia | Coppa Italia | Totale   | Totale |
| Giocatore       | Presenze | Reti    | Presenze     | Reti         | Presenze | Reti   |
| --------------- | -------- | ------- | ------------ | ------------ | -------- | ------ |
| M. Baroni       | 29       | 0       | ?            | ?            | 29+      | 0+     |
| F. Biasin       | 7        | 0       | ?            | ?            | 7+       | 0+     |
| M. Billia       | 24       | 0       | ?            | ?            | 24+      | 0+     |
| M. Bolis        | 30       | 4       | ?            | 1            | 30+      | 5      |
| L. Castioni     | 25       | 0       | ?            | ?            | 25+      | 0+     |
| A. Colombo      | 28       | 0       | ?            | ?            | 28+      | 0+     |
| P. De Toffol    | 20       | -18     | ?            | ?            | 20+      | -18+   |
| F. Fasoli       | 29       | 0       | ?            | ?            | 29+      | 0+     |
| R. Fontanini    | 11       | 0       | ?            | ?            | 11+      | 0+     |
| L. Marronaro    | 30       | 11      | ?            | 1            | 30+      | 12     |
| P. Mascella     | 13       | -12     | ?            | ?            | 13+      | -12+   |
| M. Meani        | 6        | -12     | ?            | ?            | 6+       | -12+   |
| A. Mitri        | 27       | 5       | ?            | ?            | 27+      | 5+     |
| G. Papais       | 28       | 4       | ?            | ?            | 28+      | 4+     |
| G. Perico       | 3        | 0       | ?            | ?            | 3+       | 0+     |
| E. Peroncini    | 22       | 1       | ?            | ?            | 22+      | 1+     |
| L. Pradella     | 37       | 12      | ?            | 4            | 37+      | 16     |
| M. Ronco        | 38       | 1       | ?            | 1            | 38+      | 2      |
| C. Rossi        | 1        | 0       | ?            | ?            | 1+       | 0+     |
| F. Saini        | 36       | 1       | ?            | ?            | 36+      | 1+     |
| S. Trevisanello | 29       | 0       | ?            | ?            | 29+      | 0+     |